# Gesteigerte Unterhaltspflicht
Die gesteigerte Unterhaltspflicht von Eltern gegenüber ihren minderjährigen Kindern ist ein Element des deutschen Unterhaltsrechts. Sie ist gesetzlich geregelt in § 1603 Abs. 2 BGB und verlangt von den Eltern, deren unterhaltsrechtliche Leistungsfähigkeit gegenüber ihren Kindern nicht ausreichend ist, um wenigstens die Zahlung des Mindestunterhalts zu ermöglichen, einerseits eine gesteigerte Aufnahme möglicher Erwerbstätigkeiten und andererseits den Einsatz eigener Mittel auch dann, wenn der angemessene Selbstbehalt unterschritten würde. Die untere Grenze bildet der notwendige Selbstbehalt.
Nach § 1603 BGB tritt diese gesteigerte Unterhaltspflicht aber nicht ein, wenn ein anderer unterhaltspflichtiger Verwandter zur Verfügung steht. In einer Entscheidung vom 27. Oktober 2021 hat der Bundesgerichtshof deshalb judiziert, dass die gesteigerte Unterhaltspflicht von Eltern dann nicht anzunehmen ist, wenn leistungsfähige Großeltern für den Unterhalt ihres Enkelkindes aufkommen können (BGH XII ZB 123/21).